# Oskord
Oskord — український фолк-метал гурт, який є представником стилю християнського металу.

## Біографія
Історія гурту «Oskord» розпочинається на руїнах досить успішної української групи «Holy Blood». У рамках цього колективу учасники «Oskord» працювали разом близько п'яти років, протягом яких вдалося записати чотири альбоми, а також давати багато концертів в Україні та за кордоном.
Після ситуації, яка вплинула на подальший хід подій, всі учасники, крім Федора (вокал / гітара), повинні були покинути групу. Оскільки ніхто не збирався покидати музику, три члени вирішують знайти інших музикантів і продовжувати працювати під новим ім'ям. До колективу незабаром приєднався Андрій Яковенко, якого можна побачити на останніх концертах Holy Blood як сесійного музиканта, що грає на флейті та бузукі.
Датою народження гурту вважається 11 серпня 2008 року, коли всі учасники зібралися на першій репетиції.
Весною 2009 року колектив розпочав записувати свій дебютний альбом. Згодом, того ж року знайшовся вокаліст.
Їх дебют EP «Weapon of Hope» видано в 2011 році.
Колектив використовує християнські теми.
Навесні 2009 року колектив записує дебютний альбом.
У вересні 2009 року пошуки вокаліста увінчалися успіхом, і до гурту приєднується Григорій Назаров, знайомий раніше за роботою з гуртом Coram Deo.
10 липня 2010 року колектив відіграв свій перший концерт в рамках фестивалю Total Armageddon.
18 жовтня 2010 року закінчена робота над дебютним альбомом «Зброя Надії».

## Дискографія
- Weapon of Hope (EP) — 2011
- Зброя Надії (альбом) — 2011

## Склад гурту

### Учасники
- Микола Іванов — скрипка
- Олексій Андрущенко — бас-гітара (2008 — дотепер)
- Дмитро Титоренко — барабани (2008 — дотепер)
- Андрій Яковенко — бузукі, волинка, флейта (2008 — дотепер)
- Сергій Нагорний — гітара, вокал (2008 — дотепер)
- Макс Кіпров — гітара (2011 — дотепер)
- Павло Смірнов — вокал (2011 — дотепер)

### Колишні учасники
- Григорій Назаров — вокал (2009–2010)